# Nikolaï Pintchouk
Nikolaï Grigorievitch Pintchouk (en russe : Николай Григорьевич Пинчук) est un aviateur soviétique, né le 4 février 1921 et décédé le 12 janvier 1978. Pilote de chasse et as de la Seconde Guerre mondiale, il fut distingué par le titre de Héros de l'Union soviétique.

## Carrière
Nikolaï Pintchouk est né le 4 février 1921 à Boudenovka, dans l'actuelle voblast de Moguilev, en Biélorussie. Il apprit à piloter à l'aéroclub de Bobrouïsk, avant de rejoindre les rangs de l'Armée rouge en 1940. La même année, il fut breveté pilote du collège militaire de l'Air d'Odessa. En 1941, il suivit successivement les cours des collèges militaires de Konotop, puis d'Armavir.
En août 1942 il rejoignit le front comme sergent (serjant) au 18e escadron de chasse aérien de la Garde (18.GuIAP), avec lequel, à l'été 1943, aux commandes d'un chasseur Yak-1, il prit part à la bataille de Koursk, abattant un Focke-Wulf Fw 190 le 17 juillet. Promu au grade de sous-lieutenant (leïtenant), il participa aux campagnes du troisième front biélorusse, après que son unité fut rééquipée de Yak-3. Dès décembre 1943, son palmarès s'établissait à 13 victoires homologuées. En octobre 1944 il combattit au-dessus de la Prusse-Orientale. Au printemps 1945, il fut promu capitaine (kapitan).
À l'issue du conflit, il demeura dans l'armée et, après avoir été diplômé de l'Académie de l'Air en 1954, il devint pilote d'essai. Il prit sa retraite comme colonel (polkovnik) en 1975 et écrivit un livre de souvenirs : V vozdoukié Yaki (Yaks dans le ciel). Il devait décéder le 12 janvier 1978 à Minsk, en RSS de Biélorussie.

## Palmarès et décorations

### Tableau de chasse
Nikolaï Pintchouk est crédité de 24 victoires homologuées, dont 22 individuelles et 2 en coopération, obtenues au cours de 307 missions et 68 combats aériens.
Il avait effectué un taran, le 30 août 1943, abattant un Junkers Ju 87 par abordage.

### Décorations
- Héros de l'Union soviétique le 19 avril 1945 (médaille no 6216) ;
- Ordre de Lénine ;
- Quatre fois décoré de l'ordre du Drapeau rouge ;
- Deux fois décoré de l'ordre de l'Étoile rouge.